# Pfarrhaus (Gallenbach)

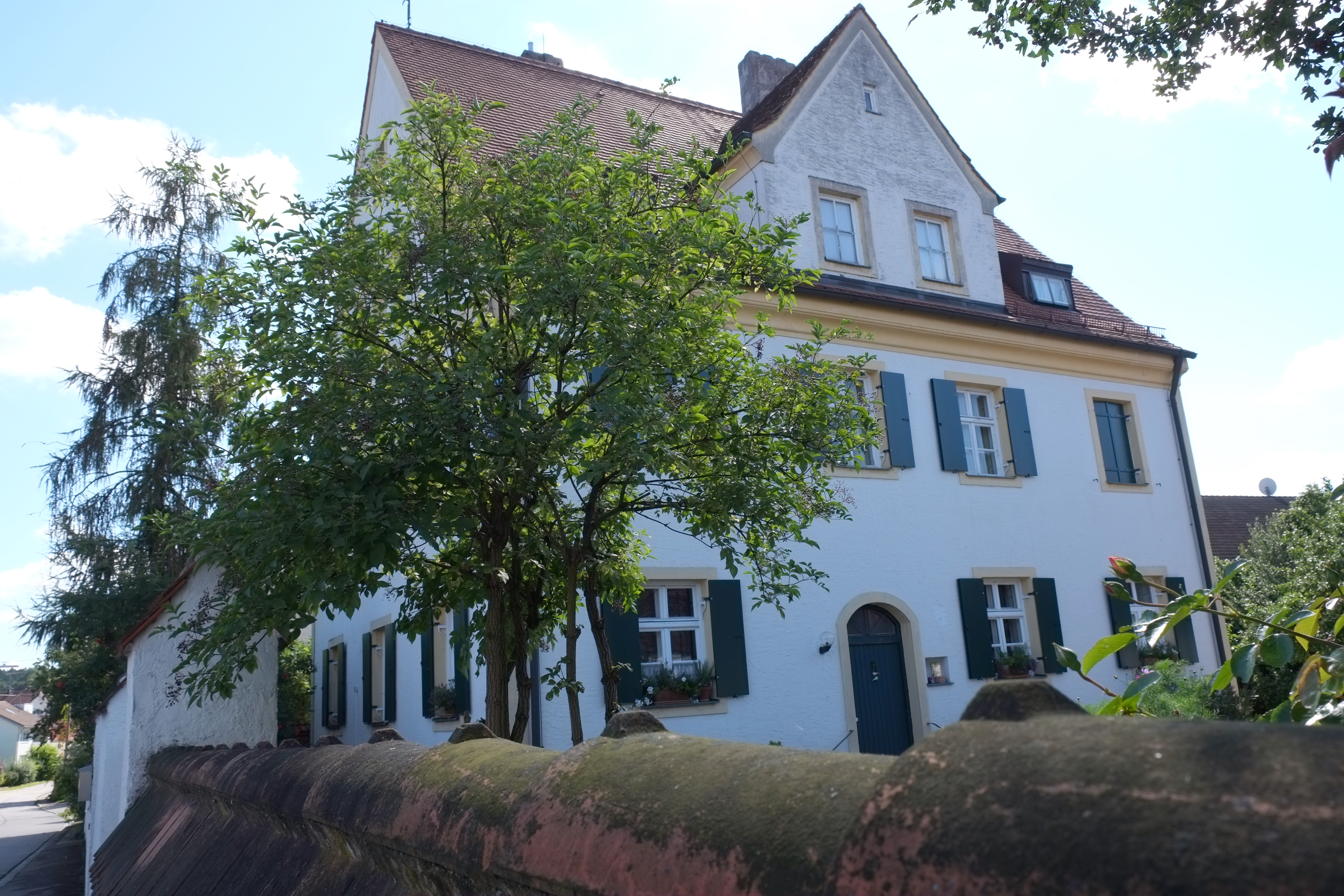
Ehemaliges Pfarrhaus in Gallenbach

Das Pfarrhaus in Gallenbach, einem Stadtteil von Aichach im Landkreis Aichach-Friedberg im bayerischen Regierungsbezirk Schwaben, wurde 1905 errichtet. Das ehemalige Pfarrhaus an der Fuggerstraße 2, gegenüber der katholischen Pfarrkirche St. Stephan, ist ein geschütztes Baudenkmal.
Der zweigeschossige Giebelbau mit Zwerchhaus und Putzgliederung besitzt vier zu drei Fensterachsen.
Im Inneren haben sich neben dem repräsentativen Treppenhaus einige bauzeitliche Türen erhalten.